# Шарлотт Дюжарден
Шарлотт Дюжарден (англ. Charlotte Dujardin, 13 липня 1985) — британська вершниця, що спеціалізується у виїздці, триразова олімпійська чемпіонка. Виступала на коні Valegro. Володарка всіх можливих титулів міжнародних змагань та всіх можливих рекордів, найкраща вершниця у своїй дисципліні 2010-х років. 
2013 року призначена офіцером Ордену Британської імперії за вислуги перед кінним спортом.

## Виступи на Олімпіадах
| Олімпіада   | Дисципліна        | Місце |
| ----------- | ----------------- | ----- |
| Лондон 2012 | виїздка, особисті | 1     |
| Лондон 2012 | виїздка, командні | 1     |
| Ріо 2016    | виїздка, особисті | 1     |
| Ріо 2016    | виїздка, командні | 2     |

## Зовнішні посилання
- Досьє на sport.references.com [Архівовано 18 грудня 2012 у Wayback Machine.]